# SAFER
SAFER (Secure And Fast Encryption Routine) és el nom d'una família d'algorismes de xifratge per blocs dissenyats principalment per James Massey per a la societat Cylink Corporation. La primera versió SAFER K i la revisió SAFER SK parteixen dels mateixos principis per al xifratge però el nombre de voltes i la programació de claus es varen reforçar.
Algunes de les versions ulteriors com SAFER+ i SAFER++ han participat respectivament al concorres AES i al projecte NESSIE. Aquests algoritmes no han estat objecte de patents i poden ser utilitzats sense restricció.

## SAFER K i SAFER SK
La primera versió de SAFER SAFER K-64, va ser publicada per Massey el 1993. El «K-64» es refereix a la seva clau de 64 bits. La mida de bloc és de 64 bits. L'any següent, Massey va publicar una versió amb una clau de 128 bits i una programació de claus modificada que havia estat concebuda pel ministeri d'affers interiors de Singapur. Aquesta versió va ser designada SAFER K-128.
Lars Knudsen i Sean Murphy van descobrir les vulnerabilitats en aquesta versió i van demanar que la programació de claus fos reforçada segons els suggeriments de Knudsen. Aquestes variants van ser designades SAFER SK-64 i SAFER SK-128, el «SK» significa « Strengthened Key » (clau reforçada). La remor propagada per la FAQ sobre l'indret de RSA Security afirma que de fet aquest SK significaria « Stop Knudsen ». Una altra variant, amb una clau reduïda per a les restriccions d'exportació, va ser publicada: SAFER SK-40.
Tots aquests xiftages estan basats en la mateixa arquitectura de ronda. Cada ronda es divideix en quatre parts: 
- mescla de clau
- capa de substitució
- segona mexcla de clau
- capa de difusió

En la primera etapa, el bloc en clar és dividit en 8 segments de 8 bits i les subclaus procedents de la programació de claus s'afegeixen via una addició mòdul 256 o un XOR. La capa de substitució consisteix en dos caixes S, sent una la inversa de l'altre. El seu contingut prové de l'exponenciació discreta de 45x i del logaritme x·log(45). Després d'una segona mescla de claus, Llavors la part de difusió utilitza un enfocament nou: una pseudotransformació d'Hadamard que es farà servir més tard en Twofish.

## SAFER+ i SAFER++
Més tard es varen dissenyar dues versions pels armenis Gurguèn Khatxatrian i Melsik Kureguian amb l'ajuda de Massey. L'esquema de xifratge va ser modificat per a l'ocasió i per tenir en compte noves restriccions.
- SAFER+ (Massey et alii, 1998) va ser candidat al concurs AES i té una mida de bloc de 128 bits. El xifratge no va ser finalista. SAFER+ ha estat inclòs a l'estàndard Bluetooth com a algorisme d'autentificació i per a la generació de claus.

- SAFER++ (Massey et alii, 2000) ha estat candidat per al projecte NESSIE. Van ser publicades dues versions, una de 64 bits i l'altre de 128 bits.